# Pseudoanthidium guichardi
Pseudoanthidium guichardi är en biart som först beskrevs av Pasteels 1980.  Pseudoanthidium guichardi ingår i släktet Pseudoanthidium och familjen buksamlarbin. Inga underarter finns listade i Catalogue of Life.